# Walker Blaz
Walker Blaz Canonici (Catanduva, 28 de julho de 1950) é um locutor e radialista brasileiro. Ele é formado em jornalismo pela Faculdade Cásper Líbero e publicidade pela Universidade de Ribeirão Preto. Atualmente, Walker Blaz é locutor padrão dos canais da HBO Latin America Group na América Latina, da 20th Century FOX no Brasil, e do estúdio de dublagem Unidub.
É uma das vozes de destaque em campanhas publicitárias para rádio, televisão e cinema.

## Biografia
Nascido em Catanduva, interior de São Paulo, Walker inciou sua carreira aos 17 anos trabalhando na rádio Difusora de Catanduva, em 1967, e depois foi para rádio Ribeirão Preto AM. Após, trabalhou em várias emissoras de rádio como Capital, Excelsior, Gazeta e Ômega FM.
Na Rádio Bandeirantes foi locutor padrão de 1975 à 2013. Na emissora, apresentou o jornal Primeira Hora. Também foi voz-padrão das chamadas da Rede Bandeirantes, no mesmo período. Na Transamérica FM também serviu como voz institucional de 1992 a 2010. Sua voz é muito utilizada para locuções de trailers e lançamentos de filmes para o cinema. Foi locutor da Warner Bros. Pictures e da PlayArte e atualmente é a voz da 20th Century Fox, no Brasil. É contratado da HBO desde 1994.